# ویلیام وود (ورزشکار)
ویلیام وود (انگلیسی: William Wood; ۶ ژانویهٔ ۱۸۹۹ – ۲ اکتبر ۱۹۶۹) قایقران روئینگ اهل کانادا بود.